# Michèle Mailhot
Michèle Mailhot est une écrivaine québécoise née à Montréal  le 8 janvier 1932 et morte à Outremont en 2009.

## Biographie
Elle obtient un baccalauréat ès arts et un baccalauréat en pédagogie à l'Université de Montréal. 
Elle enseigne ensuite, puis devient journaliste à Points de vue, Le Nouveau Journal et Radio-Canada. Elle est critique littéraire à Châtelaine pendant quatre ans. Elle a ensuite occupé plusieurs postes dans le monde de l'édition.
Elle se consacre entièrement à l'écriture à partir de 1983.

## Œuvres
- 1975  : Veuillez agréer…, édition VLB, Courant   (ISBN 289005392X)
- 1988  : Béatrice vue d'en bas, édition Boréal,  (ISBN 2890522245)
- 1988  : Le Fou de la reine, édition VLB, Courant   (ISBN 2890053067)
- 1988  : Le Portique, édition VLB, Courant  (ISBN 2890053059)
- 1990  : Le Passé composé, édition Boréal  (ISBN 2890523632)
- 1990  : La Vie arrachée, édition La Presse   (ISBN 2890431150)

## Honneurs
- 1975 - prix littéraire de La Presse, Veuillez agréer…
- 1988 - prix littéraires du Journal de Montréal, Béatrice vue d'en bas
- 1990 - Finaliste au prix du Gouverneur général